# Sabrina Janesch

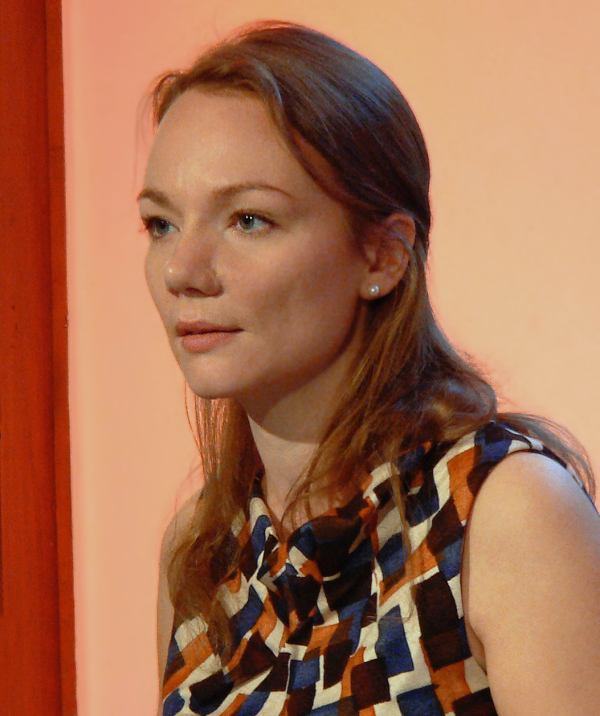
Sabrina Janesch 2011

Sabrina Janesch (ur. 1985 w Gifhorn) – polsko-niemiecka pisarka i dziennikarka obecnie mieszkająca w Münster.

## Życie
Sabrina Janesch studiowała dziennikarstwo oraz kreatywne pisanie na uniwersytecie w Hildesheim, a w 2009 roku przez dwa semestry polonistykę na Uniwersytecie Jagiellońskim w Krakowie. Po studiach zaczęła pracę jako pisarka, a rok później ukazała się jej pierwsza powieść Katzenberge (pol. „Kocie Góry”), która zyskała uznanie wielu krytyków i pisarzy. Na temat Kocich Gór Günter Grass powiedział, że „tej książce należy życzyć wielu czytelników”. Ponadto Kocie Góry dostały nagrodę im. Mary Cassens. Powieść dotychczas została przetłumaczona na język polski we fragmentach.
Polsko-niemieckie pochodzenie autorki miało wpływ na jej literacki rozwój: poprzez skierowanie uwagi na swoją osobę za pomocą 1. Nagrody w konkursie literackim NDR O-Ton 2005, Sabrina Janesch została pierwszą Pisarką Miejską Gdańska. Stypendium ufundowane zostało przez Niemieckie Forum Kultury Europy Wschodniej i Środkowej. Janesch otrzymała również Stypendium Pisarskie od Dolnosaksońskiego Ministerstwa w Dziedzinie Kultury i Nauki, a także była stypendystką Domu Pisarza w Stuttgarcie (Stuttgarter Schriftstellerhaus) i Colloquium Literackiego w Berlinie (Literarisches Colloquium Berlin). W 2010 roku została nominowana do Nagrody Ingeborg Bachmann i otrzymała Nagrodę im. Mary Cassens za najlepszy debiut powieści niemieckojęzycznej. W 2011 roku przyznano jej Nagrodę finansową Dolnosaksońskiego Rządu Krajowego im. Nicolasa Borna oraz Nagrodę im. Anny Seghers, jak również Nagrodę finansową Kraju Związkowego Nadrenia Północna-Westfalia dla młodych artystów. W roku 2014 uzyskała roczne stypendium Kraju Związkowego Dolnej Saksonii.

## Utwory literackie
Debiutancka powieść Sabriny Janesch Katzenberge (2010) (Kocie Góry) traktuje o młodej kobiecie, która z powodu śmierci dziadka odbywa podróż na Dolny Śląsk, by zbadać polsko-niemieckie pochodzenie swojej rodziny. Sabrina Janesch poruszyła delikatny temat historii – wypędzenie Niemców po II wojnie światowej z terenów Dolnego Śląska i osiedlania na tych terenach polskich uchodźców z Ukrainy.
Hans-Josef Ortheil uważa książkę za „nadzwyczajnie opowiedzianą debiutancką powieść, która lekka jak piórko balansuje pomiędzy teraźniejszością i przeszłością”.
W 2012 roku ukazał się kolejny utwór Sabriny Janesch Ambra, będący gdańską opowieścią o polsko-niemieckiej rodzinie. Powieść traktuje o dziewczynie, która odziedziczyła mieszkanie po zmarłym ojcu, w oddalonym mieście nad morzem. W jej posiadaniu znalazł się także bursztyn, a w nim – uwięziony pająk. Nie jest to jednak martwy insekt, lecz jak się okazało, nad wyraz żywy świadek niezwykłej historii rodzinnej. Ambra to opowieść o młodej Niemce, która znalazła się w Gdańsku i jest konfrontowana z historią własnej rodziny sprzężonej z losami przedwojennego i powojennego Gdańska. Autorka porusza w powieści również wątek żołnierza powracającego z misji ISAF.
Dwa lata później autorka opublikowała książkę Tango für einen Hund (Tango dla psa). To pierwsza książka autorki, której akcja toczy się w północnych Niemczech (miejscem akcji dwóch pozostałych powieści jest Polska oraz Ukraina). Tango für einen Hund należy uznać, ze względu na charakter narracji, za powieść adolescencyjną: zdarzenia opowiadane są z perspektywy 17-letniego chłopaka, Ernesto, przechodzącego proces indywidualizacji własnej osobowości.

## Recepcja twórczości Sabriny Janesch w Polsce
O twórczości Sabriny Janesch mówi się na łamach prasy i w internecie przy okazji jej spotkań z czytelnikami, licznymi odczytami literackimi organizowanymi przez instytucje kulturalne, spotkaniami ze studentami na uniwersytetach.
Twórczość Sabriny Janesch stała się podstawą do napisania licznych artykułów literaturoznawczych, umieszczonych w pismach naukowych, np.
- Monika Wolting: „Wszystko było obce...” Losy polskich uchodźców z Kresów – Sabriny Janeschs Góry Kocie i Olgi Tokarczuk Dom dzienny, dom nocny. [w:] Dialog kultur. Studia nad literaturą, kulturą i historią. Red. Anna Warakomska i.in, Uniwersytet Warszawski, Warszawa 2016, s. 587–604.

- Aleksandra Burdziej: Z perspektywy niemieckich wnuków. Przełamanie tabu w pamięci rodzinnej jako droga do odnalezienia własnej tożsamości w powieści ‘Katzenberge’ Sabriny Janesch, [w:] Wojciech Browarny/ Monika Wolting (red.), Opcja niemiecka. O problemach z tożsamością i historią w literaturze polskiej i niemieckiej po 1989 roku. Kraków 2014, s. 143–164.

W związku z twórczością Sabriny Janesch powstało wiele prac dyplomowych w Instytucie Filologii Germańskiej we Wrocławiu. Większość z nich dotyczy powieści Katzenberge. Tematyka prac jest zróżnicowana – interpretacja i analiza przestrzeni w utworze, Kresy Wschodnie w pamięci Polaków, obraz Polski i Ukrainy oraz wiele innych aspektów. Uwaga studentów skupiła się również na powieści Ambra oraz Tango für einen Hund.

## Powieści (wybór)
- Die äußerste Grenze (Skrajna granica), [w:] „Bella triste” Nummer 23, Hildesheim 2008, ISSN 1618-1727.
- Katzenberge (Kocie Góry), Aufbau-Verlag, Berlin 2010, ISBN 978-3-351-03319-4.
- Ambra, Aufbau-Verlag, Berlin 2012, ISBN 978-3-351-03500-6.
- Tango für einen Hund (Tango dla psa), Aufbau-Verlag, Berlin 2014, ISBN 978-3-351-03308-8.
- Die goldene Stadt (Złote miasto), Rowohlt Verlag, Reinbek bei Hamburg 2017, ISBN 978-3-87134-838-9[11]